# Vsevolod Pudovkin
Vsevolod Illarionovitj Pudovkin (ryska: Всеволод Илларионович Пудовкин), född 16 februari 1893 i Penza, Kejsardömet Ryssland, död 20 juni 1953 i Jūrmala, Lettiska SSR, Sovjetunionen, var en sovjetisk filmregissör, manusförfattare, skådespelare och filmteoretiker.

## Biografi
Mest känd är Vsevolod Pudovkin förmodligen för sina tre verk En moder (1926), S:t Petersburgs sista dagar (1927; beställt till oktoberrevolutionens tioårsminne) och Storm över Asien (1928). Filmen Desertören (1933) fick dock kritik i Sovjetunionen och anklagades för att vara formalistisk. 
Pudovkins senare produktion består till stor del av historiska dramer, däribland Moskva brinner (1939), Tåget över Alperna (1941) och Svarta havets hjälte (1947).
År 1932 blev Pudovkin professor vid Moskvas filmakademi (VGIK). Han tilldelades Leninorden två gånger och Stalinpriset tre gånger.

## Filmografi som regissör (urval)
- 1925 – Schackfeber (kortfilm)
- 1926 – En moder
- 1927 – S:t Petersburgs sista dagar
- 1928 – Storm över Asien
- 1933 – Desertören
- 1939 – Moskva brinner
- 1941 – Tåget över Alperna
- 1947 – Svarta havets hjälte